# Ligne de Saint-Brieuc à Pontivy
La ligne de Saint-Brieuc à Pontivy, est une ligne ferroviaire française à voie unique et écartement normal, dont le tracé est situé sur les départements français des Côtes-d'Armor et du Morbihan entre les villes de Saint-Brieuc et Pontivy, via Loudéac.
Elle constitue la ligne numéro 475 000 du réseau ferré national.

## Historique

### Chronologie
- 14 juin 1861 : déclaration d'utilité publique[1].
- 1er mai 1863 : convention de concession à la Compagnie des chemins de fer de l'Ouest[1].
- 20 novembre 1871 : mise en service de Saint-Brieuc à Quintin[1].
- 1er juillet 1872 : mise en service de Quintin à Loudéac[1].
- 16 décembre 1872 : mise en service de Loudéac à Pontivy[1].
- 27 septembre 1987 : fermeture aux voyageurs entre Loudéac et Pontivy[2].
- 2012 : arrêt du trafic marchandise sur la totalité de la ligne[3].
- 18 janvier 2017 : suspension de tout trafic entre Saint-Brieuc et Loudéac[3].

### Histoire

#### Déclaration d'utilité publique (1861)
La création de la ligne de Saint-Brieuc à Loudéac, s'impose après l'ouverture de la ligne d'Auray à Pontivy, pour créer un axe transversal reliant les grandes voies de pénétration de la Bretagne, par le Nord avec la ligne Paris - Brest et par le sud avec la ligne de Savenay à Landerneau.
Un « Chemin de fer de Napoléonville à Saint-Brieuc » est déclaré d'utilité publique par décret impérial le 14 juin 1861. 

#### Ligne de l'Ouest puis de l'État (1863-1937)
La ligne est concédée à titre définitif à la Compagnie des chemins de fer de l'Ouest par une convention signée le 1er mai 1863 entre le ministre des Travaux publics et la compagnie. Cette convention est approuvée par décret impérial le 11 juin 1863.
La Compagnie des chemins de fer de l'Ouest ouvre l'exploitation de sa ligne par sections au fur et à mesure de l'achèvement des travaux : la première section, entre les gares de Saint-Brieuc et Quintin, est mise en service le 20 novembre 1871 ; la seconde, entre les gares de Quintin et de Loudéac, le 1er juillet 1872 ; et la troisième, entre les gares de Loudéac et de Pontivy, le 16 décembre 1872.
Le 1er janvier 1909, la compagnie des chemins de fer de l'Ouest est remplacée par l'Administration des chemins de fer de l'État qui prend en charge l'exploitation et l'entretien de la ligne. Au début des années 1930, l'ensemble des trains qui parcourent la ligne sont des omnibus.

#### Ligne de la SNCF (depuis 1938)

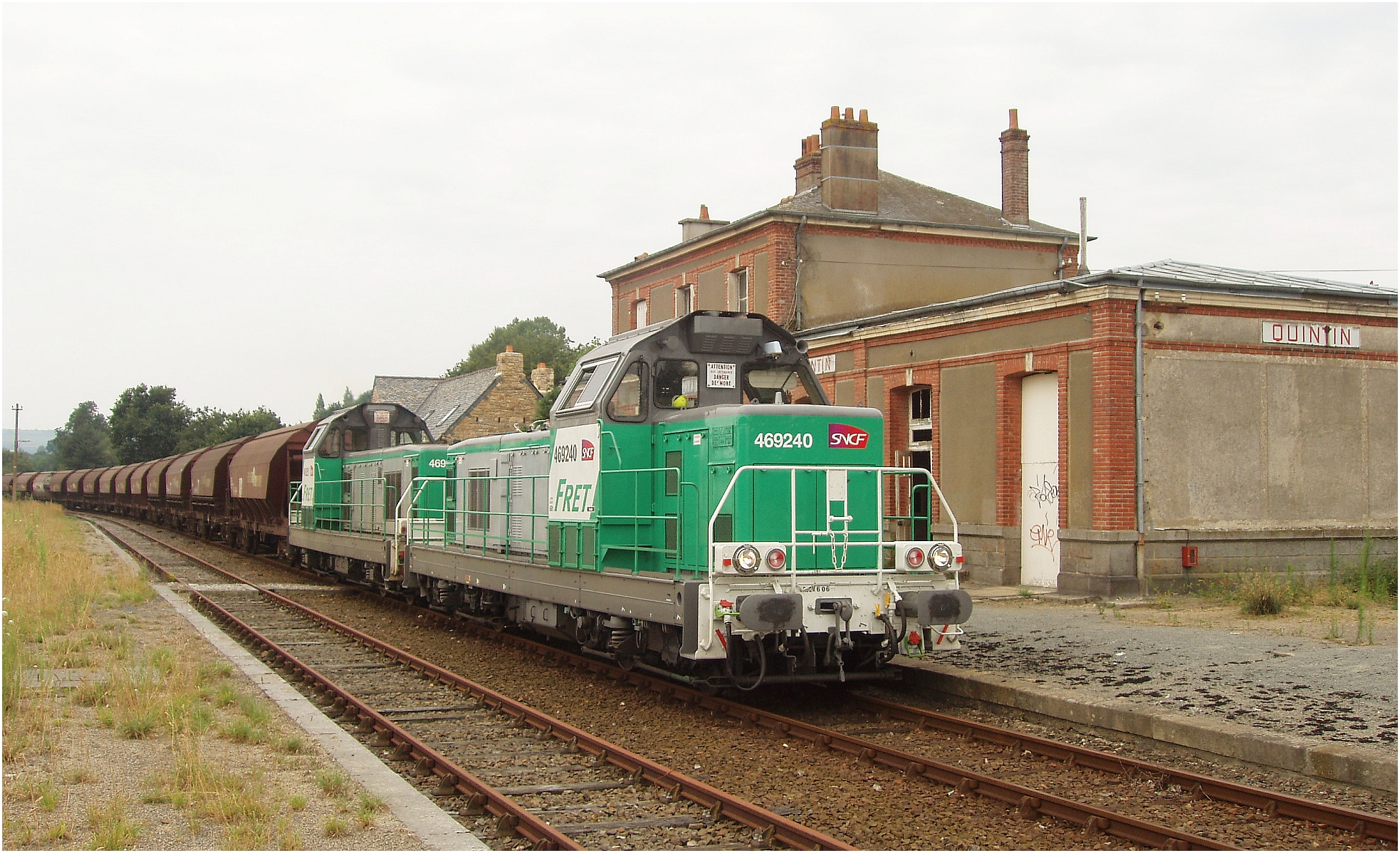
BB 69200 en provenance de Loudéac stationne en gare de Quintin (2006).

Au début de l'année 1938, c'est la Société nationale des chemins de fer français (SNCF) qui reprend l'exploitation. Au mois d'avril, des trains directs sont mis en service entre Saint-Brieuc, Quintin et Loudéac. Le 27 septembre 1987 le service voyageurs est fermé sur le tronçon de Loudéac à Pontivy.
Sur la section de Saint-Brieuc à Loudéac, devenue gare terminus, le trafic voyageurs se poursuit jusqu'au 31 août 2006 où la SNCF indique que des travaux d'élargissement du pont-rail enjambant la rocade de Loudéac (route nationale no 164 portée à quatre voies) imposent l'arrêt du trafic ferroviaire et le transfert provisoire sur la route du service voyageurs. Le trafic ferroviaire des voyageurs n'est pas rétabli lorsque la ligne est rouverte le 28 février 2007, après à la fin du chantier du pont-rail. Vers la fin du mois de septembre 2007, le trafic sur la ligne est de nouveau suspendu, car la mise à deux voies de la RN 164 nécessite la construction d'un pont routier entre Plaintel et Loudéac. Le trafic marchandises reprend six mois plus tard, le 31 mars 2008.
Le trafic de marchandises s'arrête en 2012 entre Saint-Brieuc et Loudéac.
Le 18 janvier 2017, lors d’une opération de maintenance des rails, un chariot de la SNCF (qui enregistrait le dénivelé et l’écartement entre les voies) a déraillé. Il a roulé sur 40 km, entre Saint-Brieuc et La Motte, endommageant et mettant hors service les boîtiers électriques de 22 passages à niveau, nécessitant la suspension de tout trafic sur la ligne.
Depuis une première réunion publique à Pontivy en 2019 le collectif Centre Bretagne en Train à l'initiative de la CGT et composé entre autres d'élus locaux demande la réouverture de l'intégralité de la ligne et de celle de Pontivy à Auray. Des réunions publiques ont aussi eu lieu à Loudéac et Saint-Brieuc ainsi qu'un rassemblement à Pontivy. Cette réouverture est défendue par l'Union Démocratique Bretonne au conseil régional de Bretagne.
Une réflexion est menée pour transformer la ligne Saint-Brieuc - Loudéac en voie verte. Des réunions d'informations pour le public se déroulent en 2024,. 

## Exploitation

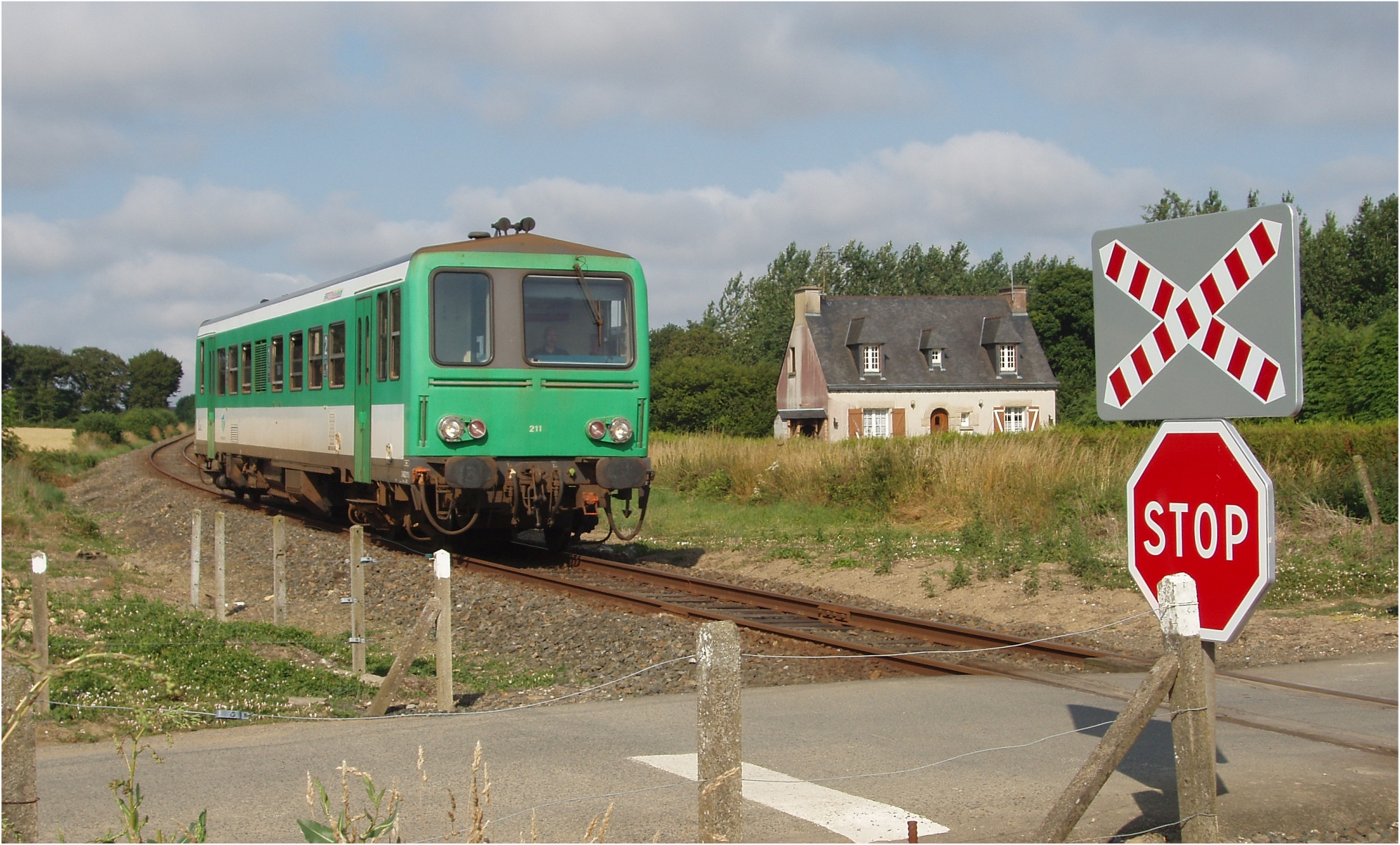
Un autorail X 2100 Saint-Brieuc - Loudéac arrive à Saint-Julien, en 2006.

L'exploitation de la ligne est suspendue, entre Saint-Brieuc et Loudéac, depuis le 18 janvier 2017.